# امباکرینی
امباکرینی (به لاتین: Ambakireny) یک سکونتگاه مسکونی در ماداگاسکار است که در بتسیبوکا واقع شده‌است.

## خصوصیات
امباکرینی ۱۳٬۰۰۰ نفر جمعیت دارد و ۸۸۲ متر بالاتر از سطح دریا واقع شده‌است.